# Duplachionaspis noaeae
Duplachionaspis noaeae är en insektsart som först beskrevs av Hall 1925.  Duplachionaspis noaeae ingår i släktet Duplachionaspis och familjen pansarsköldlöss. Inga underarter finns listade i Catalogue of Life.